# Gerlosberg
Gerlosberg est une commune autrichienne du district de Schwaz dans le Tyrol.